# Foday Musa Suso

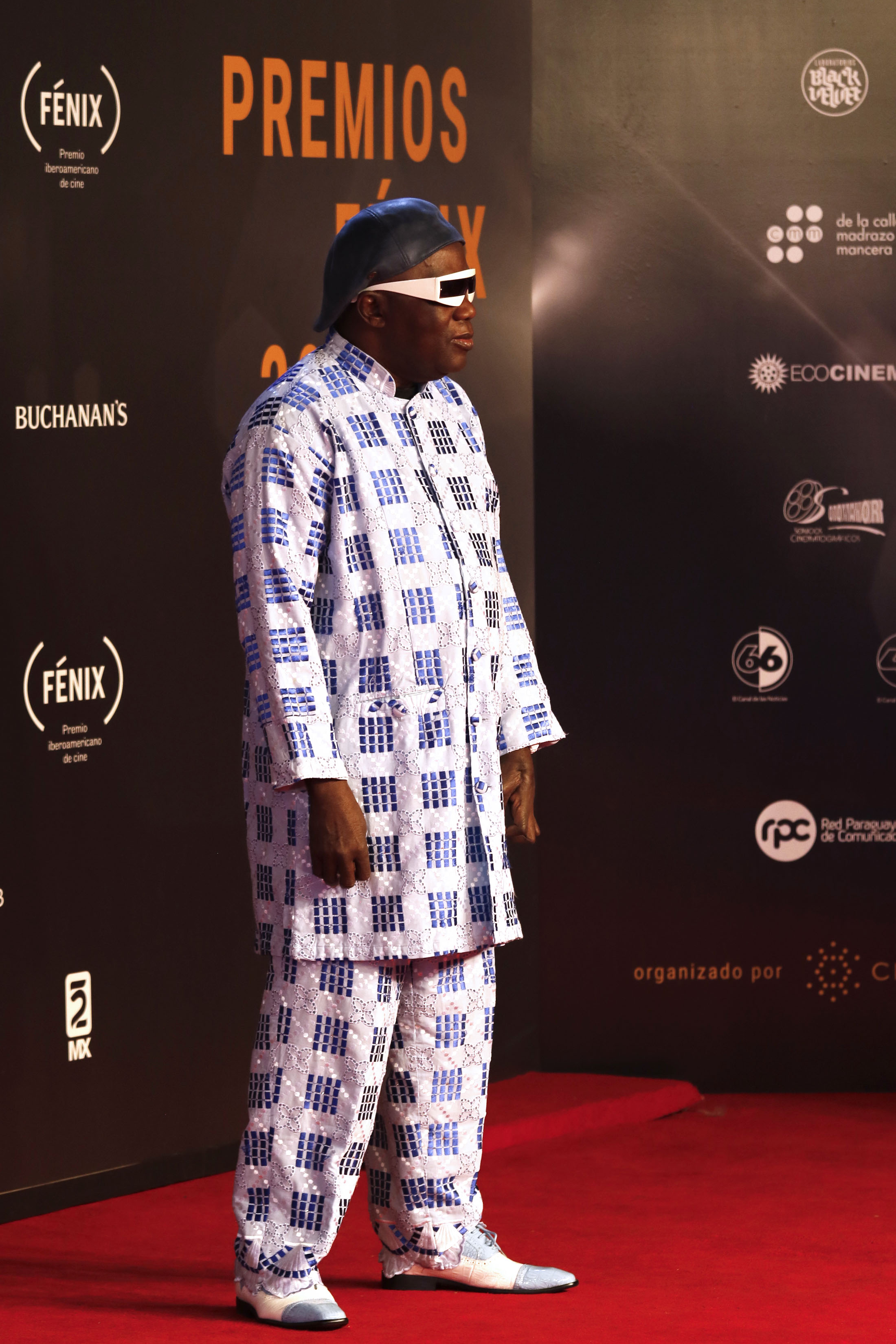
Foday Musa Suso (2017)

Foday Musa Suso (* 18. Februar 1950 in Sare Hamadi; † 25. Mai 2025 in Brikama) war ein gambischer Musiker und Komponist. Sein bevorzugtes Musikinstrument war die Kora; er spielte aber auch Gravikord und verschiedene andere Instrumente.
Er gehörte der Ethnie Mandinka an und war ein Griot (andere Schreibweise Jali). Suso emigrierte in den 1970er Jahren nach Chicago, wo er 1978 mit Adam Rudolph, Hamid Drake und Joseph Thomas die World-Jazz-Band The Mandingo Griot Society gründete, die auch mit Don Cherry musizierte.
Er trat zusammen mit Philip Glass, Herbie Hancock und dem Kronos Quartet auf.

## Diskografie
- 1970: Kora Music from Gambia (Smithsonian Folkways)
- 1979: Mandingo Griot Society (Flying Fish)
- 1982: Mighty Rhythm (Flying Fish)
- 1984: Hand Power (Flying Fish)
- 1984: Mandingo Featuring Foday Musa Suso: Watto Sitta (Celluloid), produziert von Bill Laswell
- 1985: Duo mit Herbie Hancock: Village Life (Columbia)
- 1985: mit Herbie Hancock: Jazz Africa (Verve)
- 1986: Mansa Bendung (Flying Fish)
- 1986: Als Studiomusiker bei Ginger Baker: Horses and trees (CellulOid)
- 1988: The Dreamtime (CMP, 1990) Solo-Album, produziert von Bill Laswell
- 1992: Philip Glass and Foday Musa Suso: Music from “The Screens” (Point Music)
- 1996: The Dreamtime (CMP)
- 2005: Duo mit Jack DeJohnette: Music from the Hearts of the Masters (Golden Beams)
- 2005: mit Jack DeJohnette’s The Ripple Effect: Hybrids (Golden Beams)
- 2008: The Two Worlds (Orange Mountain Music)
- 2012: mit Gretchen Rowe: Koralations: Heart to Heart (African Kora meets American Poetry)

## Buchbeitrag
- Foday Musa Suso Jali Kunda: Erinnerungen in: Jali Kunda: Die Griots Westafrikas und der übrigen Welt. Buch und CD-Set. Ellipsis Arts. 1996